# Tiroteo de Alrosa Villa de 2004
El 8 de diciembre de 2004, cinco personas fueron asesinadas y otras tres resultaron heridas en un tiroteo masivo en el club nocturno Alrosa Villa en Columbus, Ohio, Estados Unidos. El músico de heavy metal Dimebag Darrell, el objetivo principal del ataque, estaba en el escenario con su banda Damageplan cuando se produjo el tiroteo. El perpetrador, Nathan Gale, de 25 años, fue abatido a tiros por el oficial de policía James Niggemeyer mientras sostenía a una víctima herida como rehén. 
Dimebag Darrell (de nombre real Darrell Abbott) recibió múltiples disparos a la cabeza y fue declarado muerto en la escena. El Jefe de Seguridad de Damageplan, Jeffrey "Mayhem" Thompson, derribó a Gale y fue herido de muerte en la lucha. Un seguidor, Nathan Bray, quién intentó ayudar a Abbott y Thompson, también fue asesinado, así como Erin Halk, un empleado del cabaret que intentó desarmar a Gale cuando estaba recargando.
Gale se alistó en el Cuerpo de Marines de los Estados Unidos desde febrero de 2002 hasta que fue dado de baja en octubre de 2003. Los infantes de marina no revelaron la razón de la baja, aunque Gale le dijo a su madre y a un antiguo empleador que había recibido un diagnóstico de esquizofrenia paranoide antes de la misma. Gale era fanático de la banda anterior de Abbott, Pantera, y sus amigos informaron de que él creía que Pantera había robado sus letras y que sus miembros intentaban robar su identidad.

## Antecedentes
Darrell Lance Abbott, conocido por su nombre artístico Dimebag Darrell, fue el cofundador y guitarrista de la banda de heavy metal Pantera, que estuvo activa desde 1981 hasta 2003. Después de la división de Pantera, Abbott cofundó Damageplan, que lanzó su álbum debut, New Found Power, en febrero de 2004. La banda pasó la mayor parte del año de gira.
El 5 de abril de 2004, ocho meses antes del tiroteo, Nathan Gale corrió al escenario durante una presentación de Damageplan en el club nocturno de Bogart en Cincinnati, Ohio. Estaba desarmado y fue detenido por la seguridad del lugar antes de llegar a los miembros de la banda. Gale se negó a abandonar el escenario y derribó una plataforma de iluminación cuando los guardias de seguridad lo sacaron del lugar, causando daños por valor de $ 2,000. El vocalista de Damageplan, Patrick Lachman, bromeó sobre el incidente más adelante en la presentación y la banda se negó a presentar cargos contra Gale, ya que no querían regresar a Cincinnati para las audiencias judiciales.

## Asesinato
El 8 de diciembre de 2004, 24 años después del Asesinato de John Lennon, en Alrosa Villa, un club nocturno en Columbus, Ohio, celebró un concierto encabezado por Damageplan. Alrededor de 250 personas asistieron al espectáculo en el lugar con capacidad para 600. Mientras los teloneros tocaban sus sets, Gale caminaba fuera del club. Cuando un asistente le preguntó por qué no entraba al club, Gale dijo que no quería "ver bandas locales de mierda" y que "esperaría a Damageplan". El gerente de Alrosa Villa creía que era un merodeador que no tenía boleto para el concierto y uno de los empleados del club le dijo que se fuera. Después de que Damageplan subiera al escenario alrededor de las 10:15 p. m. EST, Gale trepó la cerca de más de 6 pies (1,8 m) y entró al club por una puerta lateral.
Mientras Damageplan tocaba la primera canción de su setlist, "Breathing New Life", Gale subió al escenario y sacó su Beretta 92FS, una pistola semiautomática de 9 mm. Se movió directamente hacia Abbott y le disparó cuatro veces a quemarropa: uno en la mejilla derecha, uno en la oreja izquierda, uno en la parte posterior de la cabeza y uno en la mano derecha. Algunos de los asistentes inicialmente pensaron que el incidente era parte del acto; Un guardia de seguridad recordó: "La gente estaba apretando los puños, pensando que era un engaño".
El mánager de la gira de Damageplan, Chris Paluska, recibió un disparo en el pecho antes de que el jefe de seguridad de la banda, Jeffrey "Mayhem" Thompson, abordara a Gale. Thompson recibió disparos en el pecho, la espalda y el muslo en la lucha que siguió. Un fanático, Nathan Bray, quien subió al escenario para intentar ayudar a Abbott y Thompson, recibió un disparo en el pecho, y Erin Halk, ex-marine y en ese entonces empleado de Alrosa Villa que se acercó a Gale por detrás e intentó desarmarlo mientras estaba recargando, recibió seis disparos: cuatro tiros en el pecho, uno en la mano y uno en la pierna. El técnico de batería de Damageplan, John "Kat" Brooks, intentó someter a Gale. Le dispararon dos veces en la pierna y lo tomaron como rehén. Respondiendo dentro de tres minutos a una llamada de despacho, el oficial de policía James Niggemeyer ingresó al club a través de una puerta detrás del escenario y le disparó a Gale una vez en la cabeza con un Remington Modelo 870 de calibre 12, matándolo. En el momento de su muerte, Gale tenía un cargador medio lleno en su Beretta y otras 30 rondas de municiones en su persona.
Los fanáticos realizaron reanimación cardiopulmonar a Dimebag hasta que los paramédicos llegaron a la escena, donde fue declarado muerto a los 38 años. Thompson, de 40 años, y Halk, de 29, también fueron declarados muertos en la escena, mientras que Bray, de 23 años, fue declarado muerto en el Hospital Metodista Riverside a las 11:10 p. m. Paluska y Brooks fueron transportados al Hospital Metodista Riverside, donde se recuperaron de sus heridas. Travis Burnett, miembro de equipo de los teloneros, recibió una bala en el brazo y recibió tratamiento en el lugar, no fue hospitalizado.

## Autor
Nathan Miles Gale (11 de septiembre de 1979 - 8 de diciembre de 2004) era de Marysville, Ohio. Asistió a la Benjamin Logan High School antes de transferirse a Marysville High School durante su tercer año. Tomó sus clases en la Escuela Vocacional Conjunta Hi-Point de Ohio, estudió construcción y trabajos eléctricos, y se graduó en 1998. Luego, desarrolló una adicción a las drogas y ocasionalmente trabajó en empleos de salario mínimo. Durante este tiempo, vivió con su madre, Mary Clark, y se quejó de que estaba siendo vigilado, lo que ella atribuyó a su uso de drogas. Después de un violento altercado, ella lo desalojó y él quedó sin hogar. Clark permitió que Gale regresara después de que aceptara someterse a rehabilitación de drogas.
En febrero de 2002, Gale se alistó en el Cuerpo de Marines de los Estados Unidos. Clark estaba orgulloso del servicio militar de su hijo y sentía que se había recuperado con éxito de sus problemas con las drogas. Como regalo de Navidad en 2002, ella le compró el arma que luego usaría en el tiroteo. Gale estuvo destacado en Camp Lejeune en Carolina del Norte con la 2.ª División de Infantería de Marina hasta octubre de 2003, cuando fue dado de baja. Un portavoz de los Marines se negó a revelar el razonamiento de la baja de Gale, citando reglas de privacidad. Clark declaró después del tiroteo que Gale le había dicho que fue dado de baja debido a un diagnóstico de esquizofrenia paranoide. Después de su baja, el Departamento de Asuntos de Veteranos aseguró un trabajo para Gale como mecánico. Su empleador, Rich Cencula, informó más tarde que Gale también le había dicho que era esquizofrénico. Clark creía que Gale no estaba tomando medicamentos para la enfermedad; Una autopsia realizada por la oficina forense del condado de Franklin descubrió que no había drogas en el sistema de Gale.
Con 6′ 3″ (1,91 m) y más de 250 libras (113 kg), Gale era un liniero ofensivo para el equipo semiprofesional de fútbol Lima Thunder; escuchaba a Pantera antes de los juegos para prepararse psicológicamente. Había sido fanático de Pantera desde la escuela secundaria, y mantuvo una fijación con la banda después de su disolución en 2003. Dave Johnson, un examigo, declaró que Gale una vez solicitó practicar canciones, que afirmó haber escrito, con la banda de Johnson. Cuando uno de los compañeros de banda de Johnson notó que las letras fueron copiadas de Pantera, Gale dijo que Pantera había robado sus letras y que planeaba demandar a la banda. Gale también afirmó que los miembros de Pantera intentaban robar su identidad. Otro examigo, Mark Break, dijo que Gale "estaba obsesionado con Pantera". Johnson informó que se distanció de Gale varios meses antes del tiroteo debido al extraño comportamiento de Gale, que incluía hablar consigo mismo e interactuar con un perro imaginario. Break informó que observó el mismo comportamiento.
Gale tenía antecedentes penales y era conocido por la policía local, aunque ninguno de sus crímenes fue violento. Fue citado por allanamiento criminal en 1997, por andar en patineta en un Kmart, y en 1999, por dormir repetidamente en un parque público. En 2000, Gale fue acusado de recibir propiedad robada en relación con el robo de un conjunto de escalas de una empresa de construcción que lo empleó, y fue despedido. El 17 de noviembre de 2004, fue arrestado por conducir con una licencia suspendida. En el momento del tiroteo, Gale era un trabajador de la construcción y vivía solo en un departamento en Marysville. La policía descubrió notas escritas a mano en su departamento después del tiroteo. Una de las notas decía: "Verás cobrar vida. Tomaré tu vida y la haré mía. Esta es mi vida, me fui. Dígame".

## Secuelas
Los informes iniciales afirmaban que Gale había gritado: "Rompiste a Pantera" o "Esto es por romper a Pantera" antes de dispararle a Abbott, pero estas afirmaciones nunca fueron corroboradas por los asistentes de Alrosa Villa. Una entrevista de Metal Hammer con el exlíder de Pantera, Phil Anselmo, publicada poco antes del tiroteo también se mencionó inicialmente como una posible motivación. En la entrevista, Anselmo dijo que Abbott "merece ser golpeado severamente". Una investigación policial no encontró evidencia de que el tiroteo fue motivado por la división de Pantera o por la disputa entre Anselmo y Abbott, y los investigadores no pudieron encontrar evidencia de que Gale había leído la entrevista. El hecho de que el tiroteo tuvo lugar exactamente 24 años después del asesinato de John Lennon también se consideró una coincidencia. El hermano y compañero de banda de Abbott, Vinnie Paul, más tarde solicitó escuchar la grabación de audio de la entrevista de Metal Hammer, y concluyó que Anselmo no estaba bromeando, como había dicho, cuando hizo el comentario de "golpeado severamente". Vinnie se negó a hablar con Anselmo después de ese punto. En una entrevista de 2017, el exbajista de Pantera, Rex Brown, declaró que Vinnie no hablaría con él ni con Anselmo, y dio esto como una razón por la cual una reunión de Pantera no se materializó.
Un gran jurado se reunió para evaluar las acciones del oficial de respuesta Niggemeyer, un procedimiento estándar para casos que involucran el uso de fuerza letal por parte de un oficial de policía. En mayo de 2005, el gran jurado lo absolvió de cualquier fechoría. Niggemeyer fue elogiado por sus acciones: fue nominado para un premio de valentía organizado por Most Wanted de Estados Unidos, recibió el Premio al Valor Distinguido de la Aplicación de la Ley del fiscal general de Ohio Jim Petro, y fue nombrado Oficial de la Aplicación de la Ley del Año en 2005 por la National Rifle Association . La madre de Gale dijo de él: "Le doy crédito a ese hombre. Nunca sabrás cuántas vidas salvó ". Niggemeyer se retiró como patrullero tres años después del tiroteo por recomendación de los médicos, ya que le diagnosticaron un trastorno de estrés postraumático . Fue transferido a la división de robos como detective, antes de dejar la fuerza policial por completo. A partir de 2016, está trabajando en la división de gestión de flotas de Columbus y todavía recibe terapia de un psicólogo debido al tiroteo.
El tiroteo provocó un debate sobre la seguridad en los locales de música. Scott Ian de Anthrax dijo: "Para mí, todo cambió después de que [Abbott] fue asesinado. El escenario quedó fuera del alcance de todos, excepto los músicos. Me importa una mierda cuanto te estés divirtiendo. Aléjate del escenario". Paul Mazurkiewicz de Cannibal Corpse dijo en 2014: "Recuerdo que estábamos completamente preocupados por eso. Hubo seguridad reforzada y un poco más de palmaditas. Pero parece estar más fuera de la vista, fuera de la mente, ahora, de vuelta a la normalidad, en cierto sentido ". Paul Wertheimer, un consultor de seguridad, afirma: "Poco ha cambiado en un negocio en el que las estrellas más grandes que tocan en los conciertos más caros obtienen la mejor seguridad, mientras que los clubes con problemas de liquidez simplemente deben esperar que no haya personas locas portando armas". Después de que Christina Grimmie fuera asesinada en 2016 en circunstancias similares a Abbott, Pantera lanzó una publicación en su página de Facebook en la que pedía a los promotores y propietarios de locales que mejoraran la seguridad de los artistas.
El club nocturno Alrosa Villa fue listado en venta a finales de 2019, luego de la muerte de sus fundadores, Al y Rosa. Sus hijos continuaron operando en la sede hasta 2020, cuando la pandemia de COVID-19 forzó a sedes de música y bares a cerrar indefinidamente. En junio de 2021, la ciudad de Columbus anunció que la sede sería demolida y reemplazada por una instalación de alojamiento accesible. El Alrosa Villa fue demolido en diciembre de 2021.

## Tributos
Black Label Society dedicó " In This River " (2005) a Abbott, y el video musical de la canción presenta una representación de la amistad de Zakk Wylde con el músico asesinado. M. Shadows de Avenged Sevenfold escribió la canción "Betrayed" de City of Evil (2005) sobre el asesinato de Abbott. Él dijo: "Fue mi forma de lidiar con todo después de que sucedió. Nunca conocí a Dimebag, pero él y Slash son mis dos mejores héroes de la guitarra". Nickelback incluyó la canción tributo " Side of a Bullet " en su álbum All the Right Reasons (2005). La canción presenta un solo de guitarra construido a partir de tomas de solos de Abbott grabadas con Pantera.